# Burr Ridge
Burr Ridge – wieś w Stanach Zjednoczonych, w stanie Illinois, w hrabstwie DuPage.